# SV Oberachern
Der SV Oberachern ist ein Fußballverein aus dem Stadtteil Oberachern der baden-württembergischen Stadt Achern. Der Verein wurde 1928 gegründet und gehört dem Südbadischen Fußballverband an. Die Farben des Vereins sind Blau-Weiß.

## Geschichte
Der Verein wurde als <FV Oberachern am 6. Oktober 1928 im Gasthaus „Rössel“ in Oberachern gegründet. Sein erstes Verbandsrundenspiel bestritt der Verein am 25. September 1929. Den heutigen Namen trägt der Verein seit 1946. In den Jahren 1951 und 1952 wurden der Sportplatz und das erste Clubhaus mit Umkleiden, Duschen und Kiosk erbaut. 1967 und 1968 folgte ein weiteres Funktionsgebäude sowie das Clubhaus „Waldseegaststätte“. 2002 erfolgte die Einweihung der neuen Sportanlage mit Rasenplatz, Hartplatz und neuem größerem Funktionsgebäude. 2011 wurde in Eigenregie aus dem Hartplatz ein Kunstrasenplatz.
Sportlich schaffte es der Verein ab der Saison 2003/2004 in kürzester Zeit von der Kreisliga A bis in die Oberliga Baden-Württemberg aufzusteigen und zählt seit dem hinter dem SC Freiburg und dem Bahlinger SC zu den Top-Vereinen in Südbaden. In der Saison 2012/13 wurde der SV Oberachern Meister der Verbandsliga Südbaden und stieg in die Oberliga Baden-Württemberg auf. 2014 stieg man als Tabellenschlusslicht trotz 32 Punkte direkt wieder in die Verbandsliga ab. Im Folgejahr (2015) schaffte man den direkten Wiederaufstieg in die Oberliga Baden-Württemberg. Die Saison 2015/16 schloss die erste Mannschaft des SV Oberachern auf dem siebten Platz in der Oberliga Baden-Württemberg ab. Die zweite Mannschaft schaffte den zweiten Aufstieg hintereinander und spielt ab der Saison 2016/17 in der Bezirksliga. Auch in der Saison 2016/17 konnte der SV Oberachern die Klasse halten. Die zweite Mannschaft konnte mit der Bezirksliga Meisterschaft den dritten Aufstieg in Folge erzielen und spielt ab der Saison 2017/18 in der Landesliga. In der Saison 2021/22 konnte der SV Oberachern durch einen 2:0-Sieg über den DJK Donaueschingen erstmals den Südbadischen Pokal gewinnen, nachdem sie zuvor bereits drei Mal das Pokalfinale erreicht hatten. Damit zogen die Südbadener in die 1. Runde des DFB-Pokals ein, wo sie dem Bundesligisten Borussia Mönchengladbach mit 1:9 unterlagen.
2023 gelang die Titelverteidigung und der Verein gewann erneut den Südbadischen Pokal, diesmal im Finale gegen den FC 08 Villingen. Die Auslosung der ersten Runde des DFB-Pokals ergab ein Spiel gegen den SC Freiburg und damit das Duell zweier Vertreter des Südbadischen Fußballverbandes. Die Partie, die im Freiburger Dreisamstadion ausgetragen wurde, konnte der Bundesligist mit 2:0 für sich entscheiden.

## Erfolge
- Meister der Verbandsliga Südbaden: 2013, 2015
- Meister der Landesliga Südbaden: 2009
- Meister der Bezirksliga: 1996, 2005
- Südbadischer Pokalsieger: 2022, 2023
  - Pokalfinalist: 1996, 2016, 2020
- Bezirkspokalsieger: 2005

## Spielstätte
Der SV Oberachern trägt seine Heimspiele am Waldsportplatz/Waldseestadion in Oberachern aus. Das Stadion fasst 1.500 Zuschauer.